# Phytomyza aconitophila
Phytomyza aconitophila is een vliegensoort uit de familie van de mineervliegen (Agromyzidae). De wetenschappelijke naam van de soort is voor het eerst geldig gepubliceerd in 1927 door Hendel.